# 동굴학

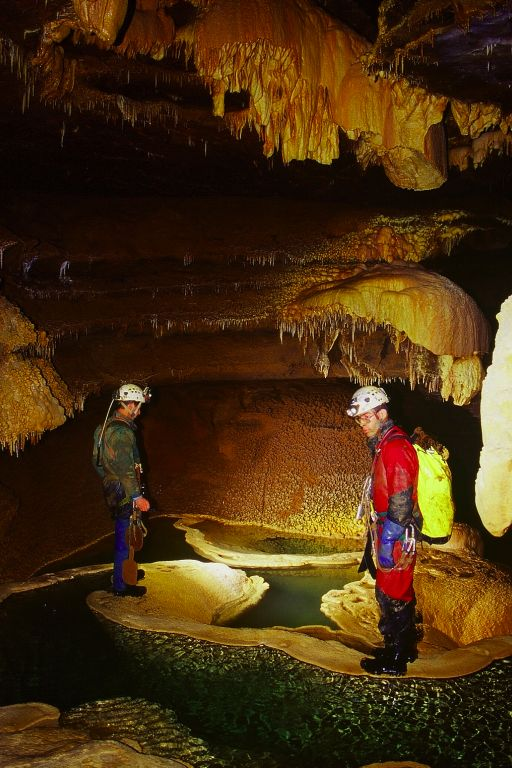

동굴학(洞窟學)은 동굴에 대한 과학적 연구를 목적으로 하는 학문을 말하며, 동굴형태학, 동굴육수학, 동굴생물학 등이 동굴학에 포함된다. 19세기부터 발달하여 제2차 세계대전 후 최초의 국제동굴학회가 개최되었다. 주요 연구분야는 동굴의 생성원인과 모습, 동굴내부의 2차적으로 생긴 생성물들과 생물들을 비롯하여 고대에 동굴에서 서식하던 생물들까지 포함한다. 동굴의 생성원인은 주로 화산활동에 의한 것들이 대부분이므로 이와 연계되어 연구하는 학문이다.

## 같이 보기
- 동굴
- 한국동굴학회